# فيلي هوبر (لاعب هوكي الجليد)
فيلي هوبر (بالألمانية: Willie Huber)‏ هو لاعب هوكي الجليد ألماني وكندي، ولد في 15 يناير 1958 في شتراسكيرشن في ألمانيا، وتوفي في 28 يونيو 2010 في هاميلتون في كندا بسبب نوبة قلبية.

## وصلات خارجية
- فيلي هوبر على موقع دوري الهوكي الوطني (الإنجليزية)
- فيلي هوبر على موقع قاعة مشاهير الهوكي (لاعب أن.إتش.أل) (الإنجليزية)
- فيلي هوبر على موقع EliteProspects.com (الإنجليزية)
- فيلي هوبر على موقع HockeyDB.com (الإنجليزية)
- فيلي هوبر على موقع Hockey-Reference.com (الإنجليزية)